# Serra Parima
Serra Parima (port.), Serranía de Parima (hiszp.) – pasmo górskie na Wyżynie Gujańskiej, na granicy Brazylii i Wenezueli. Na północnym wschodzie łączy się z pasmem Serra de Pacaraíma.
Pasmo tworzą głównie granity i piaskowce. Na wierzchowinach występuje roślinność sawannowa, zaś w niższych partiach wilgotny las równikowy. Rozciąga się na długości ok. 320 km. Wznosi się średnio na wysokość 1500 m n.p.m. Pasmo stanowi obszar źródłowy rzek Branco i Orinoko. W Serranía de Parima mieszczą się źródła rzek Orinoko i Rio Branco.
Znajduje się tu Park Narodowy Parima-Tapirapecó.